# 加曾利貝塚
35°37′24″N 140°9′53″E / 35.62333°N 140.16472°E

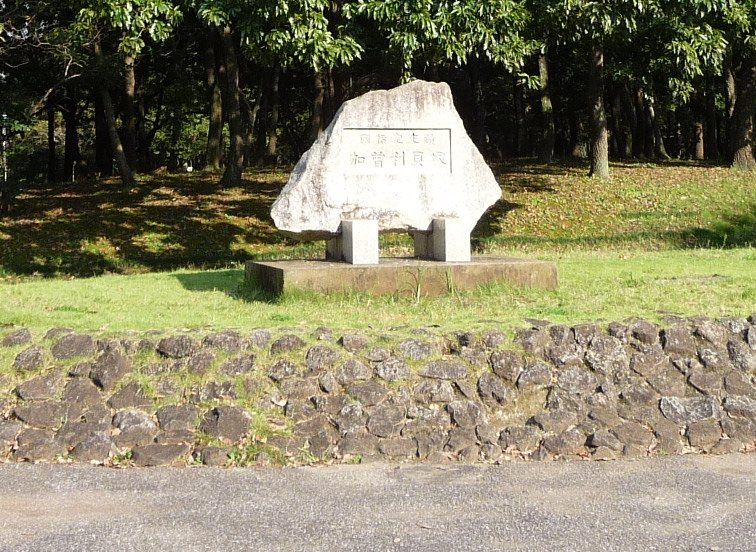
加曾利貝塚

加曾利貝塚是位於日本千葉縣千葉市若葉區的一處繩文時代貝塚遺蹟，是日本迄今為止發現的最大的贝塚，也是日本的一處特別史跡。

## 外部連結
- 维基共享资源上的相關多媒體資源：加曾利貝塚